# Ruununvuopio
Ruununvuopio eller Ruunajärvi är en sjö i Finland. Den ligger i kommunen Enontekis i landskapet Lappland, i den norra delen av landet, 1 000 km norr om huvudstaden Helsingfors. Ruununvuopio ligger 546,5 meter över havet. Omgivningarna runt Ruununvuopio är i huvudsak ett öppet busklandskap. Arean är 13,7 hektar och strandlinjen är 5,67 kilometer lång. Sjön  ingår i Torne älvs huvudavrinningsområde. 